# United Irishmen

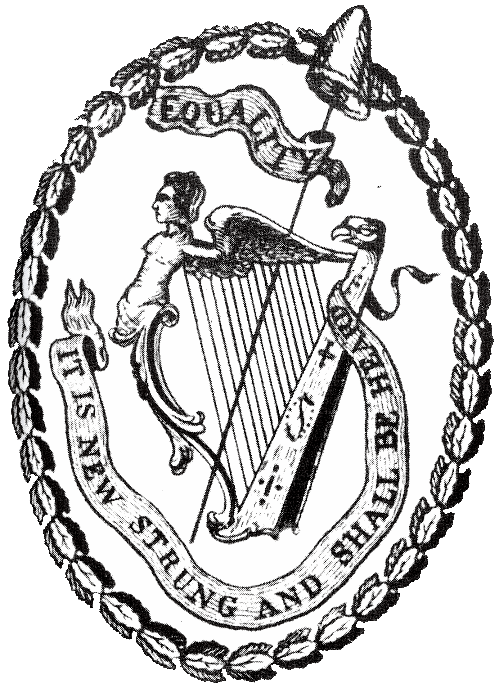
Symbol för United Irishmen

United Irishmen (engelska Förenade irländare) var en politisk förening som bildades på Irland år 1791. 
Till en början var avsikten att föreningen skulle förena katolska och protestantiska irländare i arbetet för en frisinnad irländsk parlamentsreform. United Irishmen hade till en början flera uppenbara framgångar.  År 1792 fick katoliker lov att arbeta som advokater och året därpå fick de rösträtt till parlamentet på Irland. Franska revolutionen ledde till att Storbritannien kom i konflikt med Frankrike och vidare reformer upphörde. Snart tog revolutionära idéer överhand inom United Irishmen, och sedan den moderat reformvänlige vicekungen lord Fitzwilliam 1795 återkallats blev förbundets syfte att med hjälp från revolutionens Frankrike grundlägga en irländsk republik. 1798 genomfördes ett kuppförsök, som dock misslyckades, och flera av föreningens ledande män sattes i fängelse, där de avled. De övriga ledarna flydde till Frankrike, där de förgäves försökte organisera en ny expedition till Irland. 
Ledande medlemmar i föreningen var Theobald Wolfe Tone, James Napper Tandy, Henry Joy McCracken, Lord Edward FitzGerald och Robert Emmet.